# كرزيستوف ماير
كرزيستوف ماير (بالبولندية: Krzysztof Meyer)‏ (و. 1943 – م) هو ملحن، ومعلم موسيقى، وأستاذ جامعي، وعازف بيانو، من بولندا، ولد في كراكوف.

## التعليم
تعلم في أكاديمية الموسيقى في كراكوف ‏.

## جوائز
حصل على جوائز منها:
- صليب وسام الاستحقاق من جمهورية ألمانيا الاتحادية
- جائزة هردر [الإنجليزية]‏
- ميدالية الاستحقاق للثقافة [الإنجليزية]‏.